# Интеллектуальный клуб «60 секунд»
Интеллектуальный клуб «60 секунд» — первый паб-квиз в России. На данный момент клуб является одной из крупнейших мировых площадок для проведения и организации квизов, командных викторин, международных чемпионатов и корпоративных игр  .

## История
Клуб появился в 2009 году по инициативе предпринимателя из Москвы Леонида Эдлина. На тот момент Эдлин был соучредителем ивент-агентства «ИнтелСпорт». Под названием «60 секунд» клуб работает с 2010 года. Первая игра клуба состоялась 5 апреля 2009 года в пивном баре Small Pub на Сухаревской площади. В игре принимали участие 3 команды, полностью состоявших из болельщиков футбольного клуба «Спартак» (Москва).

## Правила игры
В целом игры проходят по правилам спортивной версии игры «Что? Где? Когда?»
В игре принимают участие команды до 6 человек в каждой. Ведущий зачитывает вопрос и дает минуту на обсуждение. После окончания минуты команды должны написать ответ на специальном бланке и отдать его ассистентам ведущего. За каждый правильный ответ команда получает один балл.
Перед основной игрой проводится разминка – командная «Матрица». Это письменная версия «Своей игры». По итогам игры награждаются победители разминки и основной игры.
Особенностью регулярных игр клуба является сезонный формат. По итогам каждой игры команды набирают зачетные баллы, которые суммируются. В каждом сезоне проходят по 10-12 игр, команды, которые набирают наибольшую сумму, становятся победителями сезона.
С развитием клуба к основным играм добавились мультимедийные квизовые форматы, например, на тему кино, музыки, спорта, литературы и т.д.
Начиная с 2018 года большинство игр клуба проходят с помощью электронных гаджетов – смартфонов, планшетов или ноутбуков. Вместо того, чтобы писать ответ на бланке, капитан команды записывает его через электронное устройство, после чего ответ передается на сервер, где он доступен для оценки игровым жюри.

## Название
Поскольку название «Что? Где? Когда?» принадлежит телекомпании «Игра ТВ», для клубных игр было выбрано название «60 секунд», которое не нарушает требований правообладателя. Название «60 секунд» и логотип клуба были запатентованы ИП «Эдлин Л.М.» и являются объектом авторского права.

## Филиалы
В первые годы существования клуба игры проходили только в Москве.
В 2013 году был открыт первый филиал клуба – в Санкт-Петербурге. Затем открылись филиалы в Ижевске, Екатеринбурге, Самаре, Нижнем Новгороде, Великом Новгороде, Ереване.
Первый зарубежный филиал был открыт в Таллинне. На данный момент постоянно работают около 70 филиалов в Ближнем и Дальнем Зарубежье. В филиалах игры проходят как в классическом формате («Матрица» плюс «60 секунд»), так и в квизово-мультимедийном. Филиалы клуба работают по принципу франшизы, которая дает довольно большую свободу в выборе форматов и правил игры.